# Primetime-Emmy-Verleihung 1998
Die Emmy-Verleihung 1998 wurde am 13. September 1998 im Shrine Auditorium, Los Angeles durchgeführt. Sie wurde von NBC übertragen. Es war die 50. Verleihung in der Sparte Primetime.

## Comedyserie
(Outstanding Comedy Series)
- Frasier, NBC
- Hinterm Mond gleich links, NBC
- Ally McBeal, FOX
- The Larry Sanders Show, Home Box Office
- Seinfeld, NBC

## Dramaserie
(Outstanding Drama Series)
- Practice – Die Anwälte, ABC
- Emergency Room – Die Notaufnahme, NBC
- Law & Order, NBC
- New York Cops – NYPD Blue, ABC
- Akte X – Die unheimlichen Fälle des FBI, FOX

## Miniserie
(Outstanding Mini-Series)
- From the Earth to the Moon, Home Box Office
- Wallace, TNT
- Geschichten aus San Francisco, Showtime
- Merlin, NBC
- Moby Dick, USA Network

## Fernsehfilm
(Outstanding Made for Television Movie)
- Don King: Only in America, Home Box Office
- Die 12 Geschworenen, Showtime
- A Bright Shining Lie – Die Hölle Vietnams, Home Box Office
- Gia – Preis der Schönheit, Home Box Office
- Explosion des Schweigens, Home Box Office

## Varieté-, Musik- oder Comedysendung
(Outstanding Variety, Music or Comedy Series)
- Late Show with David Letterman, CBS
- Dennis Miller Live, Home Box Office
- Politically Incorrect, ABC
- The Tonight Show with Jay Leno, NBC
- Tracey Takes On…, Home Box Office

## Hauptdarsteller in einer Dramaserie
(Outstanding Lead Actor in a Drama Series)
- Andre Braugher als Det. Frank Pembletin in Homicide
- David Duchovny als Fox Mulder in Akte X – Die unheimlichen Fälle des FBI
- Anthony Edwards als Dr. Mark Greene in Emergency Room – Die Notaufnahme
- Dennis Franz als Andy Sipowicz in New York Cops – NYPD Blue
- Jimmy Smits als Bobby Simone in New York Cops – NYPD Blue

## Hauptdarsteller in einer Comedyserie
(Outstanding Lead Actor in a Comedy Series)
- Kelsey Grammer als Frasier Crane in Frasier
- Michael J. Fox als Mike Flaherty in Chaos City
- John Lithgow als Dick Solomon in Hinterm Mond gleich links
- Paul Reiser als Paul Buchman in Verrückt nach dir
- Garry Shandling als Larry Sanders in The Larry Sanders Show

## Hauptdarsteller in einer Miniserie oder einem Fernsehfilm
(Outstanding Lead Actor in a Miniseries or Movie)
- Gary Sinise als George C. Wallace in Wallace
- Jack Lemmon als Juror #8 in Die 12 Geschworenen
- Sam Neill als Merlin in Merlin
- Ving Rhames als Don King in Don King: Only in America
- Patrick Stewart als Captain Ahab in Moby Dick

## Hauptdarstellerin in einer Dramaserie
(Outstanding Lead Actress in a Drama Series)
- Christine Lahti als Dr. Kathryn Austin in Chicago Hope – Endstation Hoffnung
- Gillian Anderson als Dana Scully in Akte X – Die unheimlichen Fälle des FBI
- Roma Downey als Monica in Ein Hauch von Himmel
- Julianna Margulies als Carol Hathaway in Emergency Room – Die Notaufnahme
- Jane Seymour als Dr. Michaela Quinn in Dr. Quinn – Ärztin aus Leidenschaft

## Hauptdarstellerin in einer Comedyserie
(Outstanding Lead Actress in a Comedy Series)
- Helen Hunt als Jamie Buchman in Verrückt nach dir
- Kirstie Alley als Veronica Chase in Veronica
- Ellen DeGeneres als Ellen Morgan in Ellen
- Jenna Elfman als Dharma Montgomery in Dharma & Greg
- Calista Flockhart als Ally McBeal in Ally McBeal
- Patricia Richardson als Jill Taylor in Hör mal, wer da hämmert

## Hauptdarsteller in einer Miniserie oder einem Fernsehfilm
(Outstanding Lead Actor in a Miniseries or Movie)
- Ellen Barkin als Glory Marie Jackson in Wie ein Vogel ohne Flügel
- Jamie Lee Curtis als Maggie Green in Nicholas – Ein Kinderherz lebt weiter
- Judy Davis als Gladwyn Ritchie in The Echo of Thunder
- Olympia Dukakis als Mrs. Anna Madrigal in Geschichten aus San Francisco
- Angelina Jolie als Gia Carangi in Gia – Preis der Schönheit
- Sigourney Weaver als Lady Claudia Hoffman in Schneewittchen

## Nebendarsteller in einer Dramenserie
(Outstanding Supporting Actor in a Drama Series)
- Gordon Clapp als Greg Medavoy in New York Cops – NYPD Blue
- Hector Elizondo als Dr. Phillip Watters in Chicago Hope – Endstation Hoffnung
- Steven Hill als Adam Schiff in Law & Order
- Eriq La Salle als Peter Benton in Emergency Room – Die Notaufnahme
- Noah Wyle als John Carter in Emergency Room – Die Notaufnahme

## Nebendarsteller in einer Comedyserie
(Outstanding Supporting Actor in a Comedy Series)
- David Hyde Pierce als Dr. Niles Crane in Frasier
- Jason Alexander als George Costanza in Seinfeld
- Phil Hartman als Bill McNeal in NewsRadio
- Jeffrey Tambor als Hank Kingsley in The Larry Sanders Show
- Rip Torn als Arthur in The Larry Sanders Show

## Nebendarstellerin in einer Dramenserie
(Outstanding Supporting Actress in a Drama Series)
- Camryn Manheim als Ellenor Frutt in Practice – Die Anwälte
- Kim Delaney als Diane Russell in New York Cops – NYPD Blue
- Laura Innes als Kerry Weaver in Emergency Room – Die Notaufnahme
- Della Reese als Tess in Ein Hauch von Himmel
- Gloria Reuben als Jeanie Boulet in Emergency Room – Die Notaufnahme

## Nebendarstellerin in einer Comedyserie
(Outstanding Supporting Actress in a Comedy Series)
- Lisa Kudrow als Phoebe Buffay in Friends
- Christine Baranski als Maryann Thorpe in Cybill
- Julia Louis-Dreyfus als Elaine Benes in Seinfeld
- Kristen Johnston als Sally Solomin in Hinterm Mond gleich links
- Jane Leeves als Daphne Moon in Frasier